# 伊賀上野藩
伊賀上野藩（いがうえのはん）は、伊賀国上野（現在の三重県伊賀市）に存在した藩。居城は伊賀上野城。別名は伊賀藩（いがはん）。

## 概要
筒井氏は戦国時代、筒井順昭が大和を統一し全盛を誇っていたが、当主の若死になどが続いて勢力が衰退。さらに松永久秀の侵攻で一時は圧倒されていた。しかし、順昭の子である筒井順慶は辰市城の戦いで久秀に反撃し大勝した。両者はともに、足利義昭を奉じ上洛した織田信長の家臣となったが、その後信長に叛いた久秀より順慶が上位に立ち、大和一国支配を任された。天正12年（1584年）、順慶は1584年に35歳で死去し、その後を養嗣子で従弟の筒井定次が継いだ。（なお、順慶の重臣だった島清興は順慶の死後、跡を継いだ定次と上手くいかず筒井家を離れ、蒲生氏郷に仕えることとなった。）翌年（1585年）閏8月18日、豊臣秀吉の命によって定次は大和郡山から伊賀上野20万石に移封となった。定次は伊賀一国12万石・伊勢国の内で5万石・山城国の内に3万石の計20万石を与えられており、街道沿いの要地への移封とともに羽柴姓も与えられ、従五位下・伊賀守に補任された。
関ヶ原で東軍に与した定次は徳川家康の会津征伐に従軍したが、その間に居城の伊賀上野城は西軍に与した摂津高槻城主・新庄直頼・直定父子に攻め落とされた。しかし定次は関ヶ原本戦で奮戦し、居城も奪還したため、戦後にその功績を認められて所領を安堵された（上野城の戦い）。
しかし、定次はその後も豊臣秀頼に年賀の挨拶に参城するなど、家中が徳川派と豊臣派とで分裂し幕府への忠義に疑念を持たれる要素があった。慶長11年（1606年）12月23日、上野城が火災で大きく罹災し、その復興問題から両派による抗争が再燃したが、定次にはそれを抑える力が欠如していた。こうした背景の中で慶長13年（1608年）、筒井家重臣の中坊秀祐が、家康に主君定次の悪政や鹿狩での懈怠などを訴えた結果、幕命により筒井氏は改易された。今日では、筒井氏の改易は定次の政務懈怠というよりは、大坂の豊臣家を臨む戦略上の要地である伊賀上野に豊臣氏恩顧の大名である筒井氏が存在する事が、豊臣家の取り潰しを狙う上での危険材料であると考えた家康が、陰謀を仕掛けたという説が有力視されている（筒井騒動）。
なお、定次は鳥居忠政預かりとなり、伊賀上野藩はここに廃藩となった。そして定次・順定父子は大坂冬の陣で豊臣氏と内通していたという嫌疑をかけられて、元和元年（1615年）3月に切腹し、ここに筒井宗家は完全に断絶した。その後、伊賀一国は藤堂高虎が領有、伊勢津藩の一部に組み込まれた。

## 歴代藩主
筒井氏
20万石。外様。
1. 定次